# Tafraouten
Tafraouten è una località di 7 999 abitanti della provincia di Taroudant, in Marocco.